# Климен (отец Гарпалики)
Климен (др.-греч. Κλύμενος «знаменитый») — персонаж древнегреческой мифологии. Сын Телея (Талая) из Аргоса. Либо (согласно Гигину) сын Схенея, царь Аркадии, либо аргосец. Жена Эпикаста, дети Ид, Ферагр, Гарпалика. Влюбился в свою дочь Гарпалику и возлег с ней. Выдал её замуж за Аластора, но затем отнял её у мужа и стал жить с дочерью, но она накормила его мясом своего брата. По другому рассказу, когда она родила, то накормила мясом ребенка отца. Узнав это, Климен убил её. Покончил с собой.